# 恩斯特·维德
恩斯特·维德（瑞典語：Ernst Wide，1888年11月9日—1950年4月8日），瑞典男子田径运动员。他曾代表瑞典参加1912年夏季奥林匹克运动会田径比赛，获得男子3000米团体赛银牌。